# Paraponera clavata
Paraponera clavata, широко відомий як мураха-куля — вид тропічних мурашок, єдиний сучасний представник роду Paraponera. Вид має дуже сильну отруту, яка перевершує за силою отруту будь-якої оси або бджоли та викликає нестерпний біль, внаслідок чого її ужалення порівнюють з кульовим пораненням.

## Поширення
Вид поширений у дощових лісах Центральної та Південної Америки від Гондурасу до Парагваю. Мешкає переважно у низинах, на висотах до 750 м від рівня моря, проте окремі екземпляри знаходили на висотах до 1500 м (у міжнародному парку Ла-Амістад).

## Таксономія

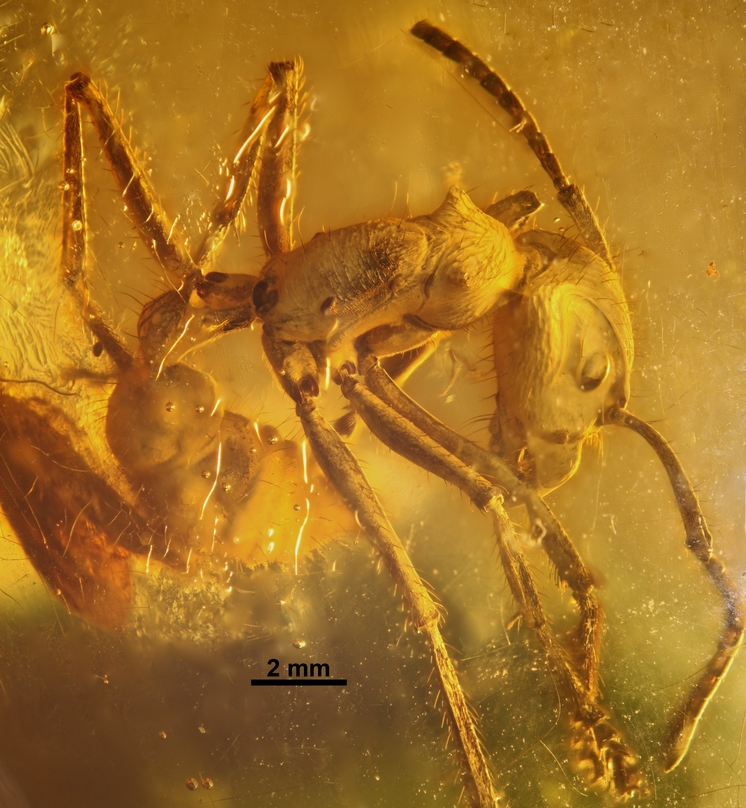
P. dieteri

Paraponera clavata була вперше описана у 1775 році, данським зоологом Йоганном Крістіаном Фабріціусом, який у своїй Systema entomologiae дав виду назву Formica clavata. Фабріціус неправильно вказав ареалом виду Індію, у той час як ці мурахи зустрічаються лише в Центральній і Південній Америці. У 1804 році французький зоолог П’єр Андре Латрей відніс P. clavata до роду Ponera. Рід Paraponera був створений британським ентомологом Фредеріком Смітом у 1858 році, а P. clavata була визначена як типовий вид за монотипією (стан таксономічної групи, що містить лише один описаний таксон). У своїй книзі Сміт синонімізує кілька таксонів під Paraponera clavata, включаючи Formica armata, Formica spininoda, Ponera tarsalis і Ponera clavata. Пізніші публікації також будуть синонімізувати більше таксонів, включаючи Formica aculeata та Formica clavata. Рід був поміщений в монотипну трибу Paraponerini в 1901 році італійським ентомологом Карло Емері, який підкреслив важливість певних морфологічних характеристик Paraponera; Емері також розмістив цю трибу близько до підродини Ectatommini. Ця класифікація була прийнята ентомологічною спільнотою до 1958 року, коли американський ентомолог Вільям Браун синонімізував Paraponerini та перевів Paraponera до підродини Ectatommini. У 1994 році її розглядали як дійсну трибу, але у 2003 році англійський мірмеколог підвищив трибу до рівня підродини Paraponerinae.
Згідно з сучасною класифікацією, мураха-куля належить до роду Paraponera в трибі Paraponerini, підродини Paraponerinae. Колись вид був єдиним представником свого роду та триби, поки вимерлий вид Paraponera dieteri не був описаний у 1994 році ентомологом Чезаре Бароні Урбані. Екземпляр був знайдений у домініканському бурштині, вид існував в ранньому міоцені від 15 до 45 мільйонів років тому. P. dieteri відрізняється від P. clavata значно вужчою головою, довжиною та шириною переднеспинки, шириною черешка та іншими ознаками. Збереженість екземпляра дозволила провести комплексне порівняння між двома видами; структура тіла P. dieteri свідчить про те, що рід в цілому демонструє доволі повільну швидкість еволюції.

## Опис

### Будова
Мурахи-робітники мають довжину тіла 18–30 мм і зовні нагадують кремезних червонувато-чорних безкрилих ос. Paraponera clavata є хижаком і, як і всі примітивні понероморфи, не демонструє поліморфізму у касті робітників; матка не набагато більша за робітників за розміром. Вид не є агресивним, але мурахи відчайдушно захищають своє гніздо, при цьому видають стрекотливий звук і жалять.

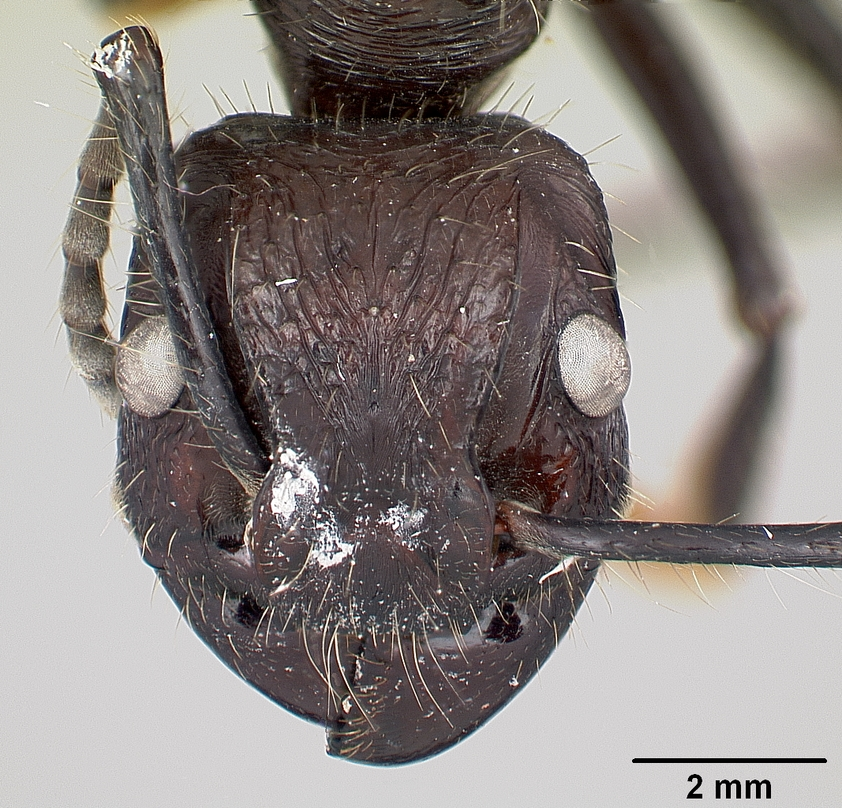
Голова
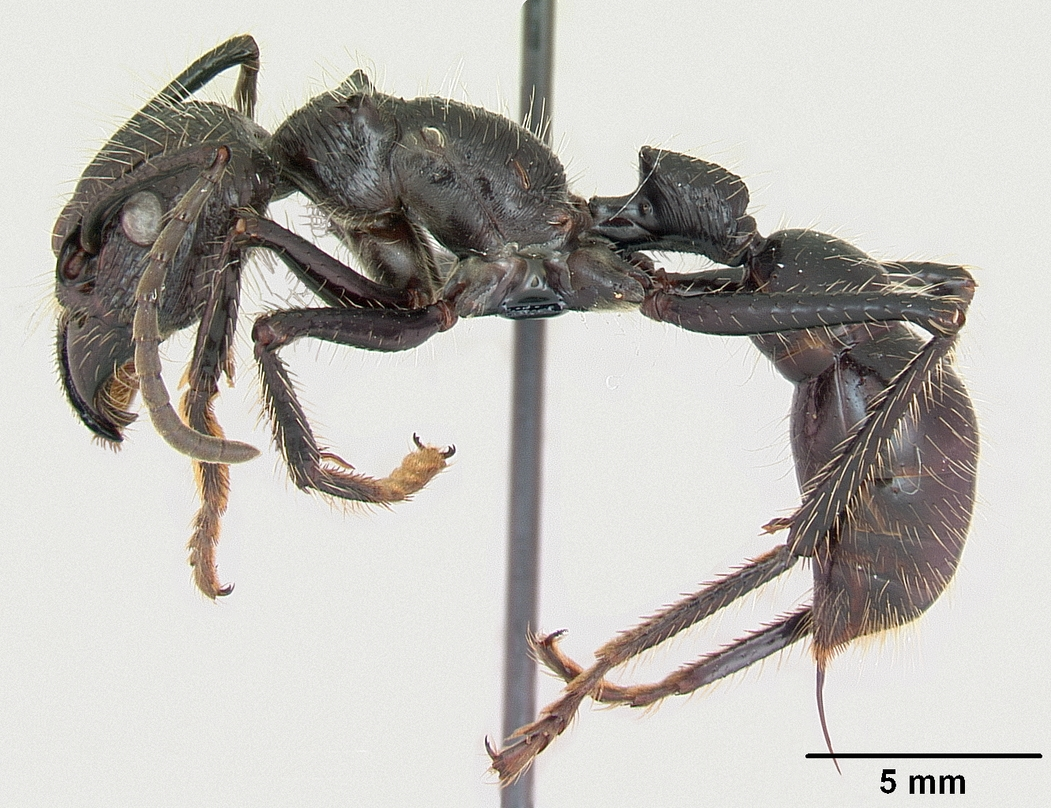
Вигляд збоку
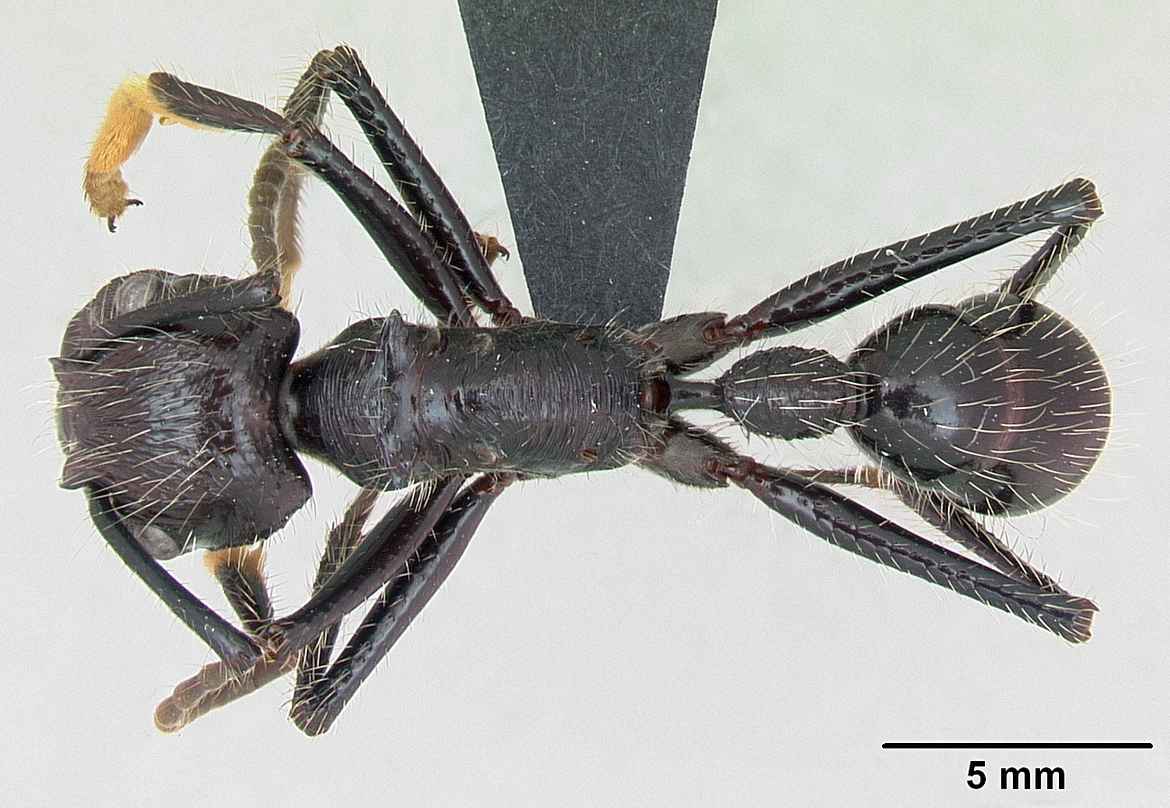
Вигляд зверху
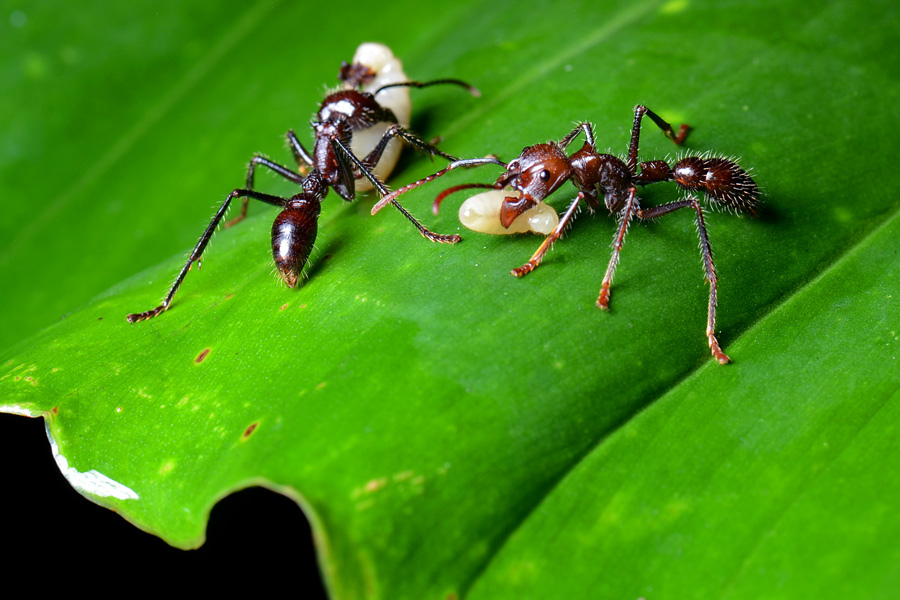
Мурахи-робітники з личинками
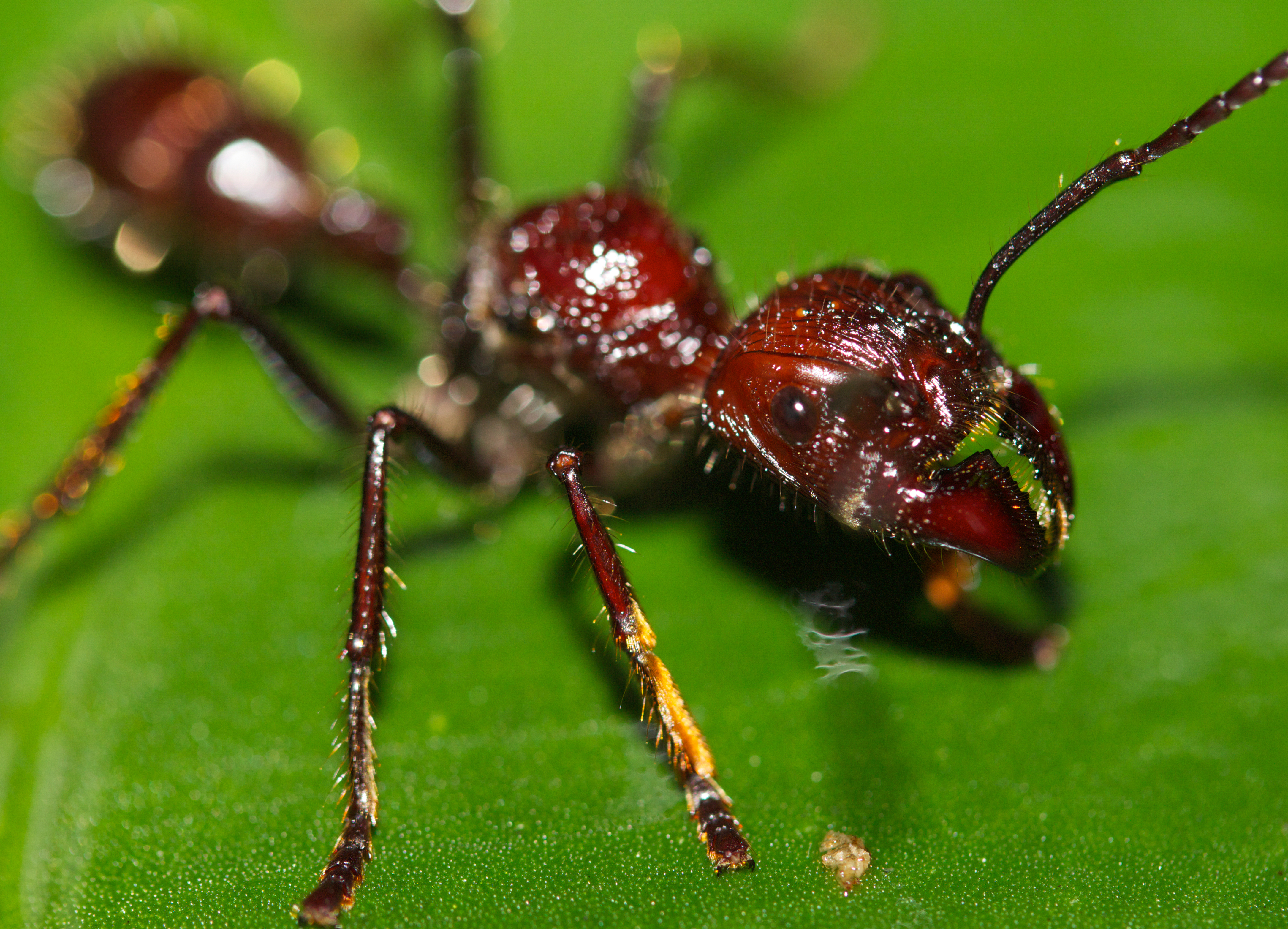
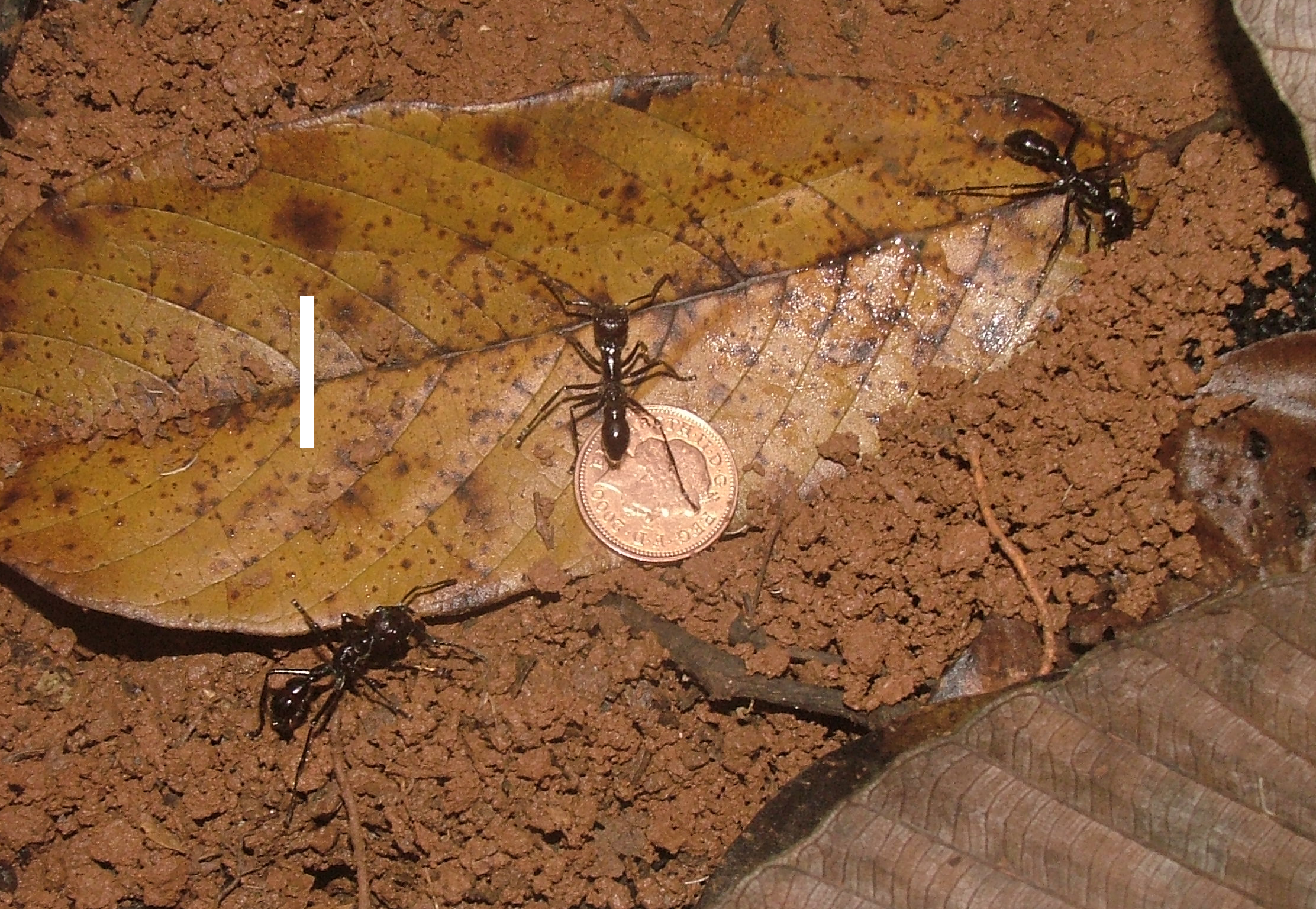
Фотографія, яка демонструє розмір P. clavata - поруч лінія довжиною 2 сантиметри
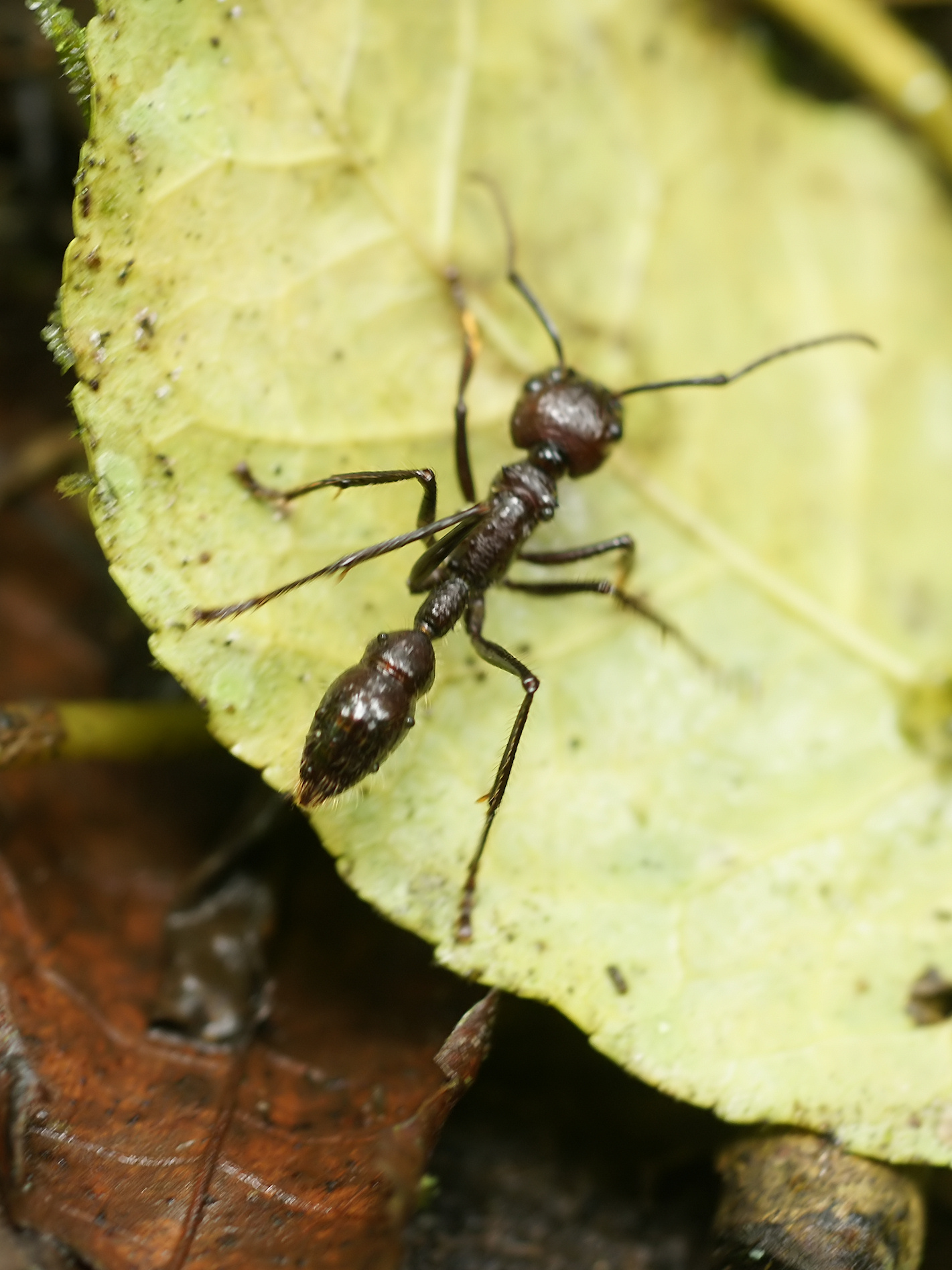

#### Жало
Мурахи мають дуже сильне жало і отруту, довжина жала досягає 3,5 мм, довжина резервуара з отрутою 1,9 мм (діаметр 1 мм). За це вони отримали назву «мураха-куля» (порт. Formiga Bala, ісп. Hormiga bala) або «Hormiga Veinticuatro», що можна перекласти як «мураха-24 годин»), тому що біль від ужалення не вщухає цілу добу. Найпоширенішими симптомами в уражених отрутою людей є лімфоаденопатія, набряк та тахікардія. Отрута переважає по своєму впливу отруту будь-якої оси або бджоли; за шкалою Шмідта вона відповідає найвищому рівню (4+). За словами Джастіна О. Шмідта, біль можна порівняти з «ходінням по палаючому вугіллю з тридюймовим цвяхом, встромленим у п’ятку». Під час вивчення хімічного складу отрути був отриманий новий паралізуючий нейротоксин (пептид), який назвали понератоксином.

### Колонії
Колонії містять від 1000 до 2500 мономорфних мурах-робітників. Мурашники зазвичай ґрунтові та розташовуються в основі дерев (іноді на деревах). Біля входу в гніздо постійно чергують не менше двох охоронців, у разі небезпеки вони разом з іншими мурахами обстежують всю територію в радіусі до 30 сантиметрів. Дослідження, проведені в Коста-Риці, показали, що на один гектар лісу припадає 4 колонії P. clavata; мурашники були розташовані під 70 видами дерев, 6 видами чагарників, 2 видами ліан та під одним видом пальм. Гнізда найчастіше розташовуються під кронами таких рослин, як Faramea occidentalis (родина Маренові) та Trichilia tuberculata (Мелієві), найбільш поширеними деревами у лісах. З інших видів рослин, мурашники частіше зустрічалися під Alseis blackiana, Tabernaemontana arborea, Virola sebifera, Guaria guidonia, Oecocarpus mapoura, Pentaclethra macroloba (Бобові) та Goethalsia meiantha (Липові). Відомі випадки виявлення мурашників, цілком розташованих в деревах. P. clavata захищають дерева від діяльності мурах-листорізів роду Atta cephalotes і, таким чином, позитивно впливають на рослини.
Робітники шукають їжу на деревах прямо над своїм гніздом, полюють на дрібних членистоногих і збирають нектар у кронах (включаючи солодкі виділення позаквіткових нектарників Pentaclethra macroloba та інших рослин); невелика кількість робітників шукає їжу у лісовій підстилці. Низька кількість нектару стимулює мурах продовжувати індивідуальні пошуки, а виявлення великої кількості їжі стимулює мобілізацію інших мурах із гнізда. Цьому сприяє феромонний слід. Робітники можуть віддалятися від гнізда на відстань до 40 м.
45% мурах-фуражирів повертаються в гніздо зі здобиччю, причому мурахи з вантажем рухаються швидше, ніж без. 37% мурах несуть рідини, 25% - різних членистоногих і 21% — частини рослин. Серед членистоногих можуть бути метелики, мухи, прямокрилі, жуки, багатоніжки, цикади, інші мурахи (зокрема листорізи) та павуки. В окремих випадках були відзначені молюски та голова маленької деревної жаби. З рослин переважають дрібні гілочки, мох, кора, пелюстки квіток. Виявивши рідкий корм із високою концентрацією білка/сахарози, робітники частіше намагаються вхопитися за крапельку та нести її у щелепах, а не випити її та транспортувати у зобику.

### Вороги
Ці мурахи полюють на метеликів Greta oto. Greta oto намагається боротися з P. clavata, виробляючи хімічні екстракти на стадії личинок, які є неприємними для цих мурах.

#### Паразити
Крихітна (1,5-2,0 мм завдовжки) муха з родини Phoridae, Apocephalus paraponerae, паразитує на поранених мурахах-робітниках P. clavata, запас яких є постійним, адже між сусідніми колоніями мурах відбуваються часті агресивні зіткнення, що призводить до каліцтва робочих. Мухи здатні паразитувати на і здорових мурахах, якщо їх штучно утримувати, але в іншому випадку здорові мурахи цілком здатні їх відлякувати. Як самців, так і самок мух приваблює запах поранених мурах; самки відкладають яйця, а також живляться мурахами, а самці живляться та спаровуються з самками. Розчавлена мураха приваблює мух протягом двох-трьох хвилин, кожна мураха може привабити 10 або більше мух. Кожна мураха може містити до 20 личинок. Американський біолог Карл Реттенмейєр спостерігав, як P. clavata активно намагаються атакувати A. paraponerae, коли мухи наближаються до входу в їхнє гніздо.

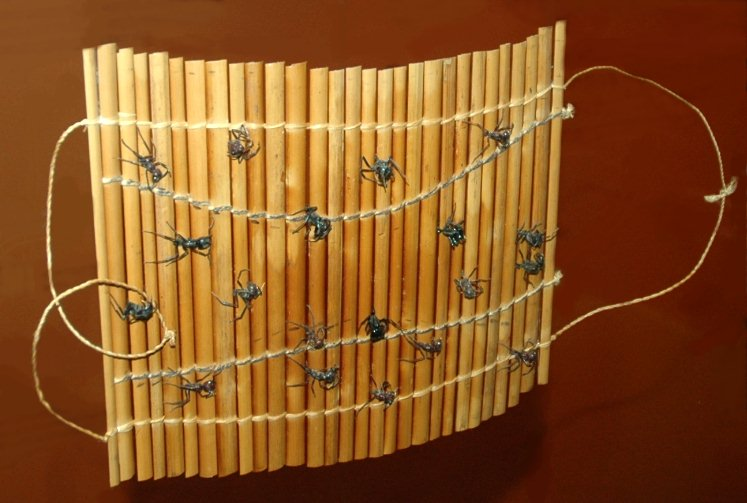
«Рукавичка» для обрядів ініціації

### Використання в обрядах ініціації
Народ Сатере-Маве у Бразилії використовує цих мурах як частину своїх обрядів ініціації хлопчиків у доросле життя. Спочатку мурах занурюють у заспокійливий засіб і вони втрачають свідомість, а потім 80 мурах поміщають у виготовлені з листя або гілля рукавички, жалами всередину. Коли мурахи приходять до тями, ініціатор кілька разів пускає в них дим, щоб викликати у них збудження та агресію. Потім вони змушують хлопчика одягнути рукавички на руки. Мета цього обряду ініціації — вдягати рукавички протягом 5-10 хвилин. Коли обряд закінчується, кисть хлопчика та частина його руки тимчасово паралізуються через отруту, і він може нестримно тремтіти протягом кількох днів. Для того, щоб повністю пройти ініціацію, хлопчики повинні пройти через це випробування 20 разів протягом кількох місяців або навіть років.